# Guzzolini Szent Szilveszter
Guzzolini Szent Szilveszter (kb. 1177 – 1267. november 26.) olasz szerzetes, rendalapító.
A szilvesztrinusok bencés kongregációjának alapítója Osimóban született nemesi családból. Bolognában és Padovában rövid ideig jogot tanult, utána teológiát. Édesapja e pálfordulás miatt 10 évig nem szólt a fiához. A fiatal teológust példaadó életéért, türelméért felvették szülővárosa kanonokjai közé. Püspöke nem éppen kifogástalan életét bírálva, magára vonta annak haragját; a püspök mindent elkövetett, hogy megfossza Szilveszter kanonoki kiváltságaitól.
Egy temetés alkalmával Szilveszter egy félig elporladt tetemet látva annyira megrendült, hogy elhatározta, megjobbítja addigi életét. 1227 körül elhagyta Osimót, s egymás után három barlangban remeteéletet folytatott. Grottafucile volt a harmadik, ahol később kolostort alapított.
Magánya nem tartott túl sokáig. Különböző szerzetesek keresték fel, s tanácsolták, lépjen be valamelyik rendbe. Szilveszter érett megfontolás után Szent Benedek Reguláját választotta életszabályul. Valamelyik környékbeli bencés monostorban magára öltötte a szerzetesek öltözetét, azonban továbbra is magányos életet élt.
1228-ban két vizitációt végző Domonkos-rendi szerzetes tanácsára tanítványokat vett maga mellé. 1231-ben megalapította Montefano bencés remeteségét, ami később dinamikus központja lett egy új szerzetesi családnak. Szilveszter halálakor az általa alapított monostorok száma 12 volt, benne mintegy 120 szerzetessel.
Szilveszter lelkiségét a remeteség iránti vonzódás határozta meg. Monostorait lakatlan vidéken alapította, hogy a szerzetesek figyelmét semmi el ne vonja az egyetlen lényegestől: az Istennel való egyesüléstől.